# 大澤蓮
大澤 蓮（おおさわ れん、1999年10月4日 - ）は、ジャパンラグビーリーグワンNECグリーンロケッツ東葛に所属するラグビーユニオン選手。

## プロフィール
- 長崎県出身[1]。
- ポジションはフッカー(HO)、ロック(LO)、ナンバーエイト(No8)。
- 身長 180 cm、体重 103 kg

## 来歴
5歳から長崎ラグビースクールでラグビーを始めた。
小学校2〜4年生フィリピン駐在時にマニラハポンズという駐在員中心のチームに参加
2018年、長崎南山高校卒業後、法政大学に入る。なお長崎南山高校時代、主将を務めて高校日本代表候補に選ばれたことがある。
2021年、法政大学ラグビー部の主将に就任
2022年、NECグリーンロケッツ東葛に加入。同年12月25日に行われたJAPAN RUGBY LEAGUE ONE第1節東京サントリーサンゴリアス戦にて途中出場でリーグワン公式戦初出場を果たした。